# Canadian Soccer League 2010
La Canadian Soccer League 2010 fue la décima tercera edición de la liga de fútbol canadiense. Estuvo organizada por la Asociación Canadiense de Fútbol y participaron 13 clubes.
Al final del campeonato, el York Region Shooters fue el mejor club después de haber logrado 46 puntos en 24 partidos disputados. Hizo 45 goles y solo perdió 4 partidos, seguido del Serbian White Eagles con 45 puntos.
El equipo campeón fue el York Region Shooters, después de haber terminado primero en la clasificación general.
En cuanto a los premios, el jugador más valioso fue Tihomir Maletic del Toronto Croatia, el goleador del certamen lo ganó Tihomir Maletic del Toronto Croatia, el arquero del año ganado por Milos Kocic del Serbian White Eagles y el director técnico del año fue Ron Davidson del FC Hamilton Croatia, entre otros.

## Equipos participantes
Todos los clubes de la temporada:
- Brampton Lions
- Brantford Galaxy
- Hamilton Croatia
- London City
- Milltown FC
- Montreal Impact Academy
- North York Astros
- Portugal FC
- Serbian White Eagles
- St. Catharines Wolves
- TFC Academy
- Toronto Croatia
- York Region Shooters

## Tabla general
| Posición              | Equipo                  | PJ | PG | PP | PE | GF | GC | GD  | Puntos |
| --------------------- | ----------------------- | -- | -- | -- | -- | -- | -- | --- | ------ |
| 1                     | York Region Shooters    | 24 | 13 | 4  | 7  | 45 | 29 | +16 | 46     |
| 2                     | Serbian White Eagles    | 24 | 12 | 3  | 9  | 40 | 16 | +24 | 45     |
| 3                     | Hamilton Croatia        | 24 | 13 | 6  | 5  | 51 | 27 | +24 | 44     |
| 4                     | Milltown FC             | 24 | 12 | 5  | 7  | 43 | 22 | +21 | 43     |
| 5                     | Portugal FC             | 24 | 11 | 8  | 5  | 46 | 39 | +7  | 38     |
| 6                     | TFC Academy             | 24 | 10 | 6  | 8  | 32 | 27 | +5  | 38     |
| 7                     | Brantford Galaxy SC     | 24 | 9  | 10 | 5  | 45 | 51 | -6  | 32     |
| 8                     | Toronto Croatia         | 24 | 7  | 8  | 9  | 36 | 38 | -2  | 30     |
| 9                     | Montreal Impact Academy | 24 | 7  | 10 | 7  | 34 | 31 | +3  | 28     |
| 10                    | Brampton Lions          | 24 | 7  | 10 | 7  | 33 | 37 | -4  | 28     |
| 11                    | London City             | 24 | 4  | 12 | 8  | 38 | 61 | -23 | 20     |
| 12                    | North York Astros       | 24 | 5  | 16 | 3  | 32 | 62 | -30 | 18     |
| 13                    | St. Catharines Wolves   | 24 | 4  | 16 | 4  | 19 | 54 | -35 | 16     |
| Estadísticas finales. |                         |    |    |    |    |    |    |     |        |

 PJ = Partidos jugados; PG = Partidos ganados; PP = Partidos perdidos; PE = Partidos empatados;
GF = Goles a favor; GC = Goles en contra; GD = Goles de diferencia
| \| \| Equipos clasificados a una ronda eliminatoria \| |                                               |
|                                                        | Equipos clasificados a una ronda eliminatoria |

## Final
- Hamilton Croatia 0-3 Brantford Galaxy SC[3]

## Premios
- Jugador más valioso: Tihomir Maletic (Toronto Croatia)[1]
- Goleador: Tihomir Maletic (Toronto Croatia)[1]
- Arquero del año: Milos Kocic (Serbian White Eagles)[1]
- Defensor del año: Rick Titus (York Region Shooters)[1]
- Rookie del año: Thomas Beattie (London City)[1]
- Director técnico del año: Ron Davidson (FC Hamilton Croatia)[1]
- Árbitro del año: Geoff Gamble[1]